# Fel, vörösök, proletárok
A Fel, vörösök, proletárok az 1910-es évek végéből származó orosz forradalmi dal. Valószínűleg az orosz fogságból hazatért hadifoglyok kezdték terjeszteni már 1918 végén. A Tanácsköztársaság bukása után az illegális kommunista mozgalom egyik legnépszerűbb dala volt, a második világháború után pedig népszerű tömegdallá vált.
Második sorát Jancsó Miklós egyik filmjének címéül választotta.

## Kotta és dallam
| Fel vörösök, proletárok, Csillagosok, katonák, Nagy munka vár ma reátok, Állnak még a paloták. | Királyok, hercegek, grófok, Naplopók és burzsoák, Reszkessetek, mert feltámad Az elnyomott proletár. | Világot megváltó szabadság, Zászlaját fújja a szél. Éljenek a leninisták, És a nemzetköziség! |

Az eredeti orosz szöveg:
| Смело товарищи в ногу, Духом окрепнем в борьбе. В царство свободы дорогу, Грудью проложим себе. | Вышли мы все из народа, Дети семьи трудовой. Братский союз и свобода, Вот наш девиз боевой.         | Долго в цепях нас держали, Долго нас голод томил, Тёмные дни миновали, Час искупленья пробил. |
| Всё на чём держатся троны, Дело рабочей руки, Сами набьём мы патроны, К ружьям привинтим штыки. | С верой святой в наше дело, В бой поспешим поскорей. Нашей ли рати бояться, Призрачнной силы царей. | Свергнем могучей рукою Гнёт роковой навсегда, И воздрузим над Землёю, Красное Знамя Труда!    |

## Felvételek
- Fel vörösök, proletárok! A Magyar Néphadsereg Művészegyüttesének Ének - és Zenekara  YouTube (2010. május 5.)  (Hozzáférés: 2016. december 23.) (audió)
- Fel vörösök, proletárok! Vándor kórus, vezényel: Révész László  YouTube (1969. február 13.)  (Hozzáférés: 2016. december 23.) (audió)